# Stall strip

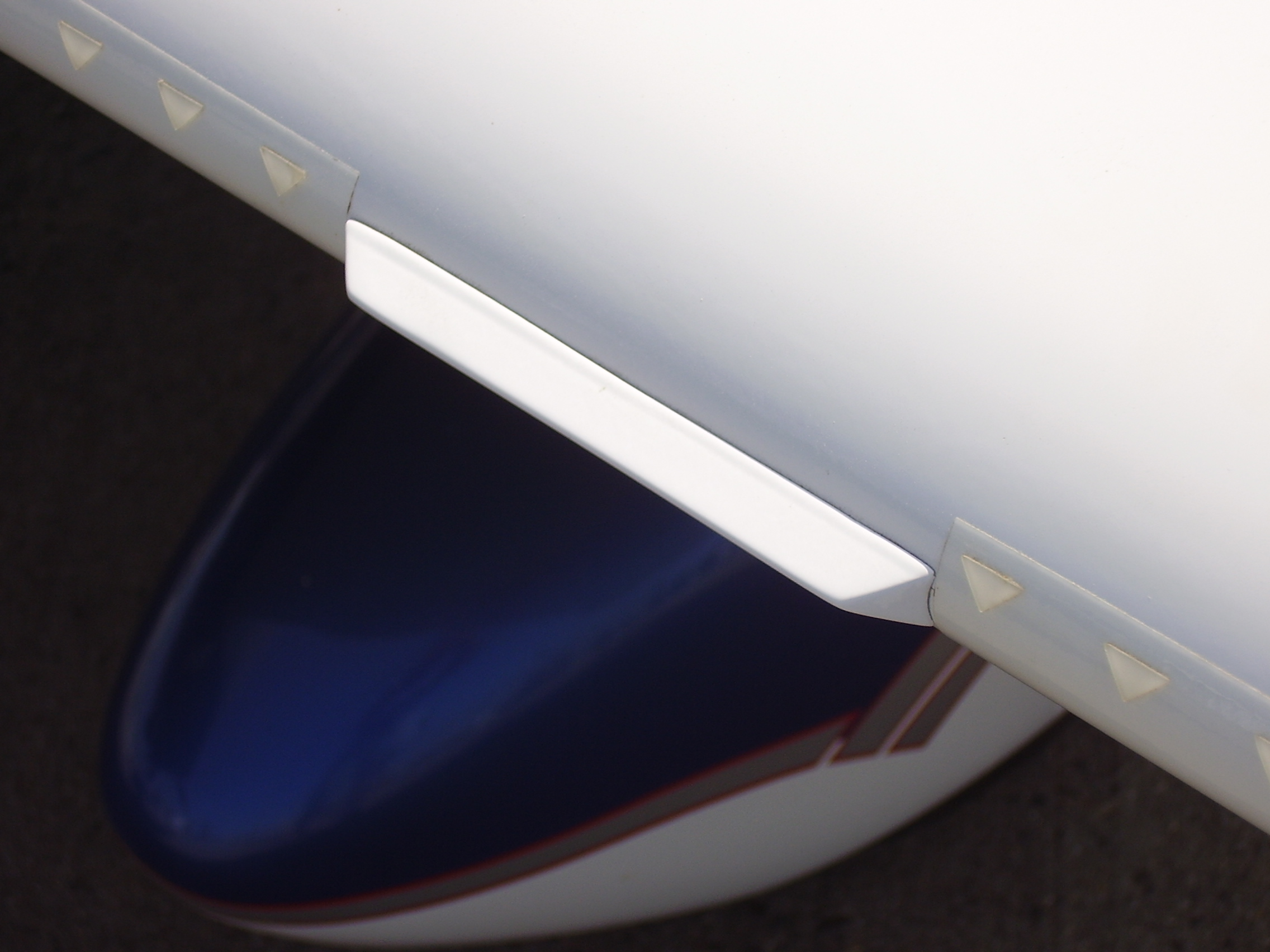
Stall strip installato su un Cessna 400

Gli Stall strips sono dispositivi fissati sul bordo d'attacco dei velivoli ad ala fissa per modificare le caratteristiche aerodinamiche del profilo alare. Lo scopo principale è quello di avviare la separazione del flusso in determinati punti dell'ala durante il volo in caso di alto angolo di attacco, in modo tale da migliorare la controllabilità del velivolo quando entra in stallo. Sono normalmente installati in coppie, simmetricamente su entrambe le ali.